# Casa Dorada
La Casa Dorada, también conocida como Casa de la Cultura, es un edificio ubicado en la ciudad de Tarija, al sur de Bolivia. Se encuentra ubicada entre las calles Ingavi y General Trigo y actualmente funciona como Casa de la Cultura de Tarija. El edificio es parte del patrimonio cultural boliviano y fue declarado como Monumento Nacional en abril de 1992. 

## Características
El edificio es de estilo modernista, inspirado en el estilo de las Escuela de Bellas Artes de París. En la fachada se destacan las columnas coronadas por figuras femeninas, posee balcones con barandas de hierro y en la planta baja salones sin ventanas que estaban destinados al comercio. La obra se caracteriza por la simetría de su diseño, con nueve puertas en el lado de la calle Ingavi y una cantidad similar en la calle General Trigo.

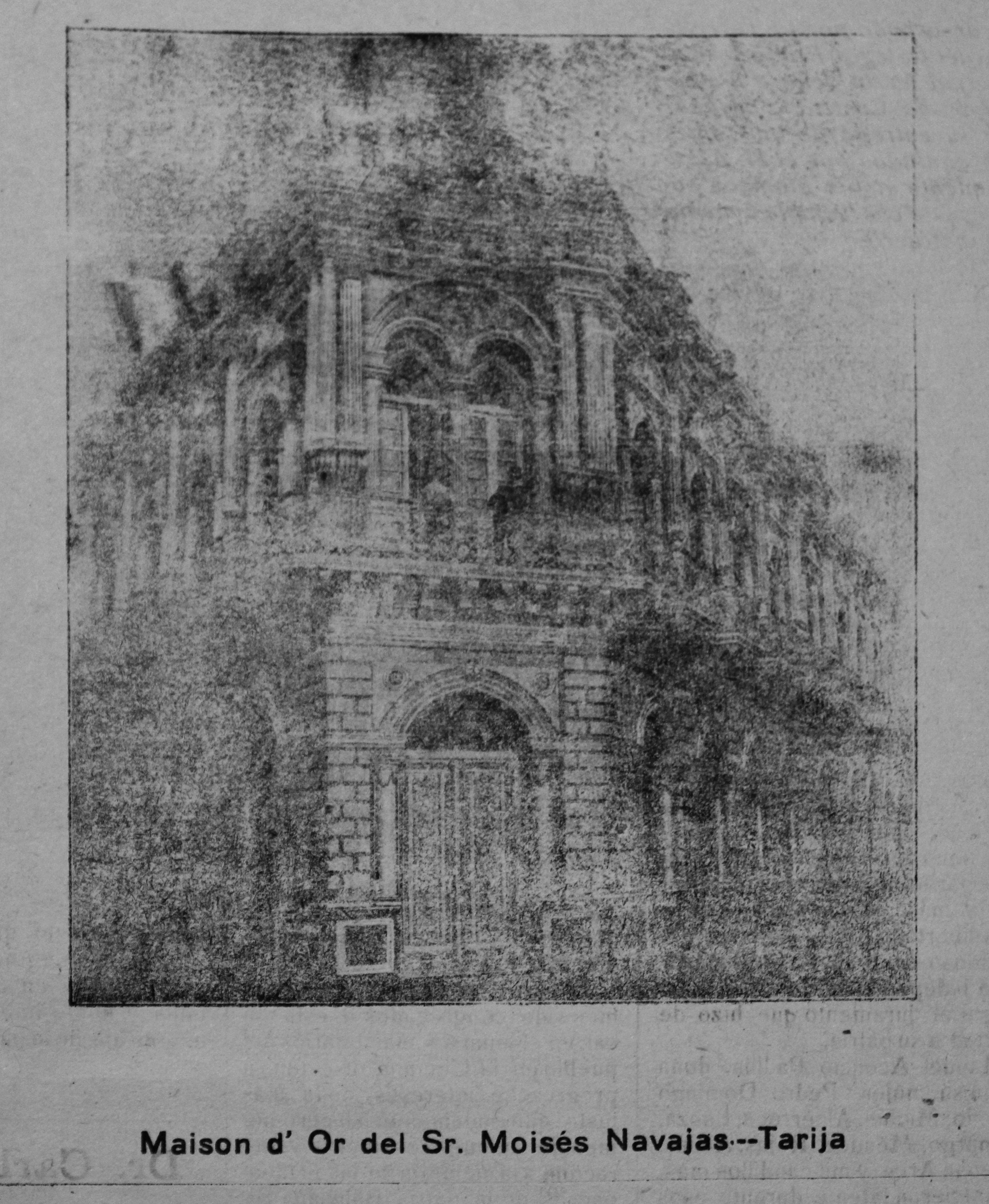
Foto de la Casa Dorada en un periódico tarijeño de 1922.

## Historia
Fue mandada a construir por los esposos Moisés Navajas Ichazo y Esperanza Morales Serrano a los arquitectos suizo-italianos Antonio Camponovo y Miguel Camponovo. La obra inició en 1878 y fue inaugurada el 9 de enero de en 1903. Fue diseñada para servir de casa comercial y sus instalaciones servían como botica, sedería, lugar de confecciones, géneros, abarrotes, cristalería y ferretería. 
Dada la gran fortuna de Moisés Navajas, se llegó a decir que había hecho un pacto con el diablo para poder tener tanto éxito.

## Casa de la Cultura
Además de ser considerada Monumento Nacional, en sus instalaciones se llevan a cabo varias actividades culturales, ya que el edificio funciona como la Casa de la Cultura, dependiente de la Universidad Autónoma Juan Misael Saracho. La Casa de la Cultura como tal fue creada el 4 de julio de 1987, mediante Convenio suscrito entre la Universidad Autónoma Juan Misael Saracho, la ex-Corporación de Desarrollo de Tarija y la Alcaldía Municipal de la ciudad. En su interior se encuentra actualmente la Casa de la Cultura de Tarija, donde se encuentran una galería de arte, una biblioteca, un teatro y un auditorio.

## Importancia
Debido a su importancia, la Casa Dorada aparecía en el reverso de la antigua serie de billetes 20 bolivianos.  Cada año, es la sede de las actividades culturales de Abril en Tarija. 

## Galería

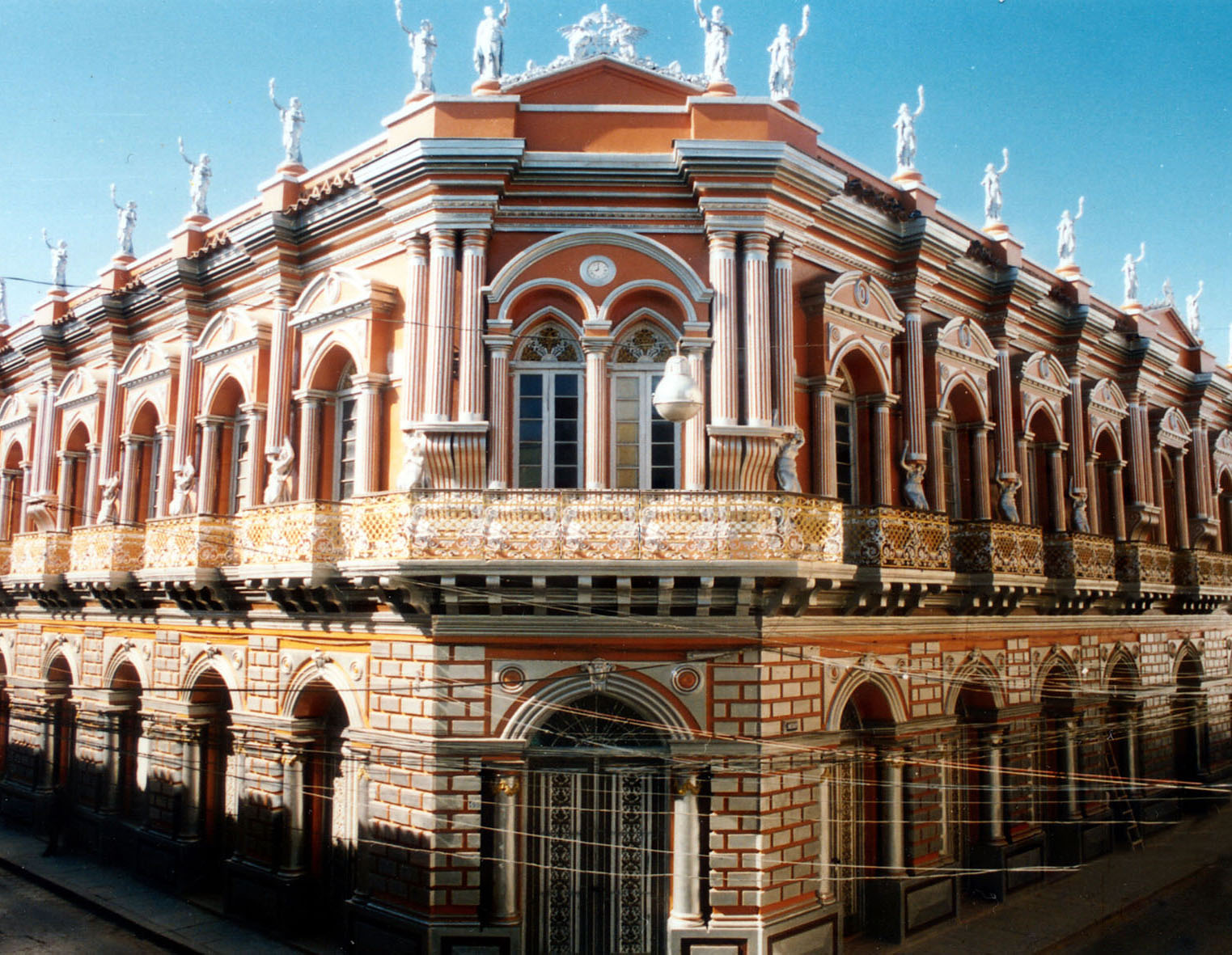
Fachada de la Casa Dorada
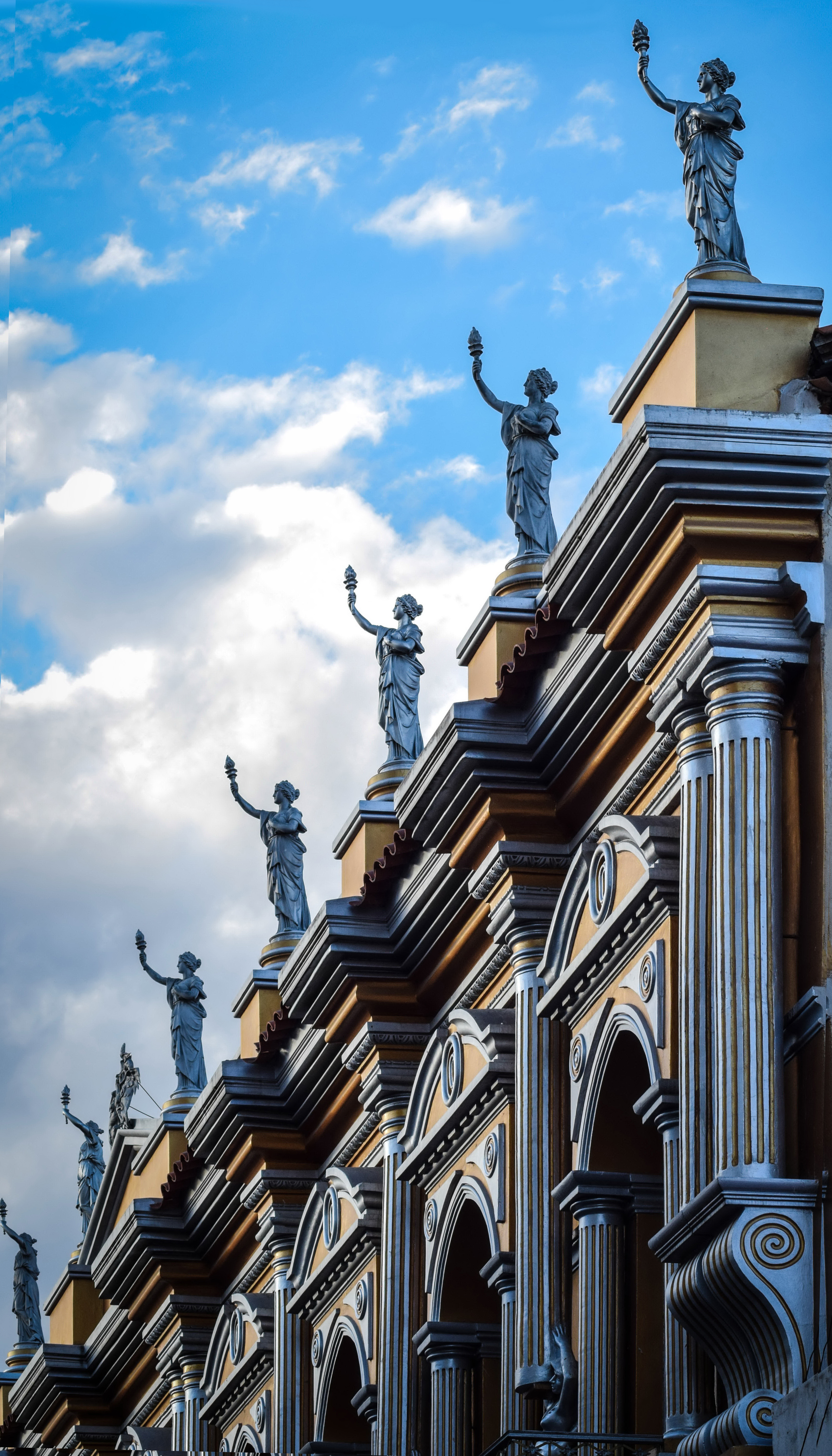
Columnas femeninas de de la Casa Dorada
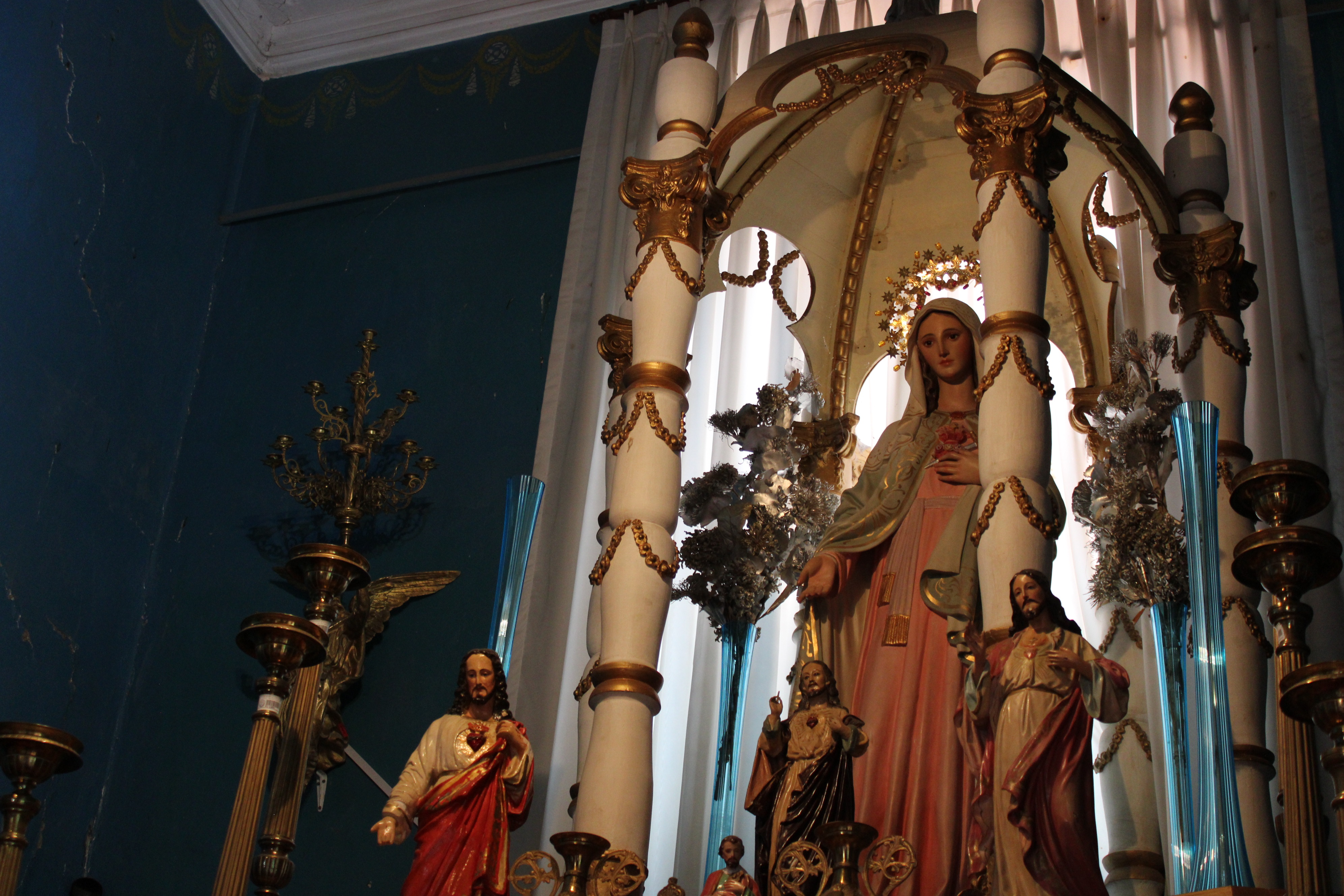
Altar en el oratorio de la Casa Dorada
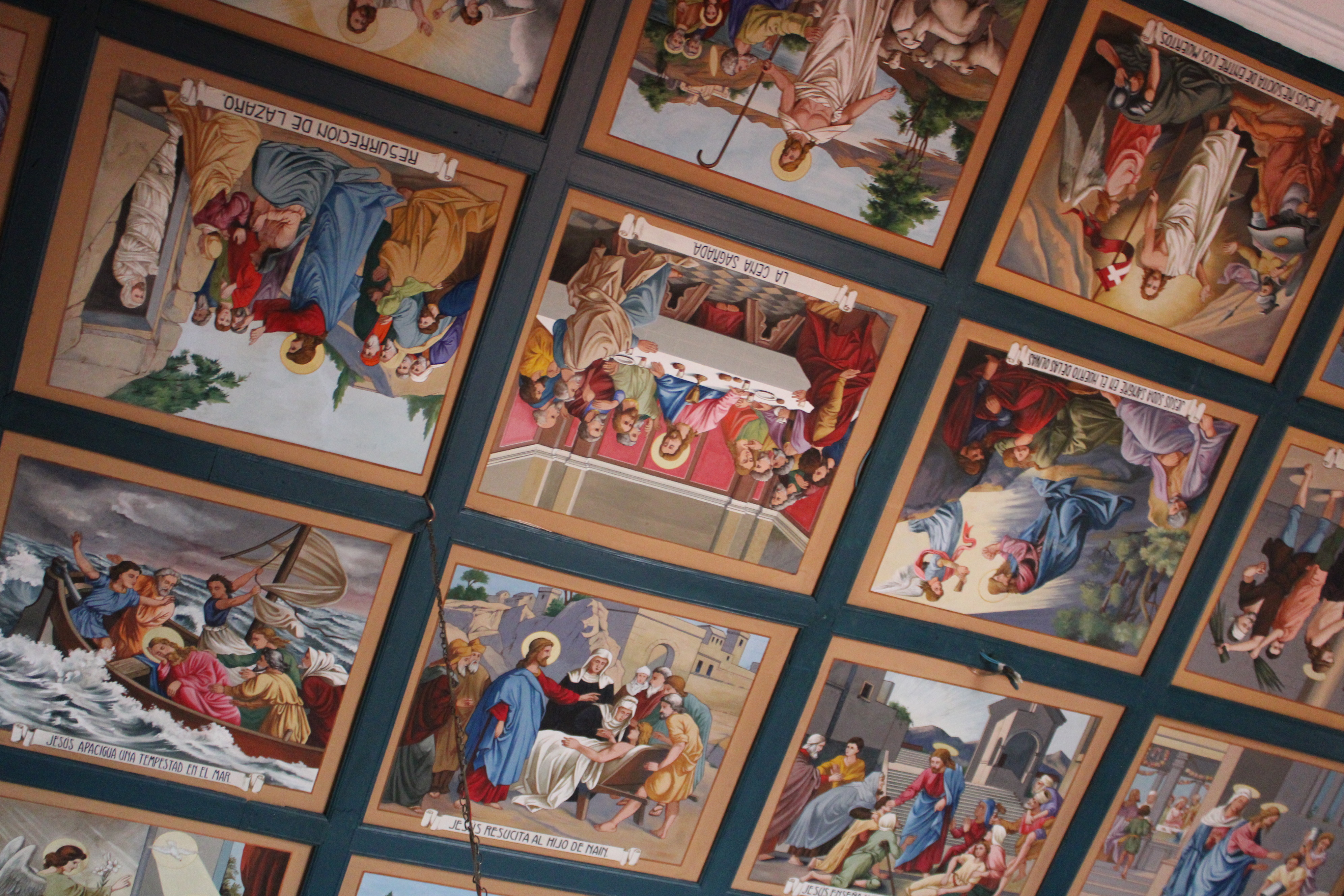
Techo del oratorio de la Casa Dorada
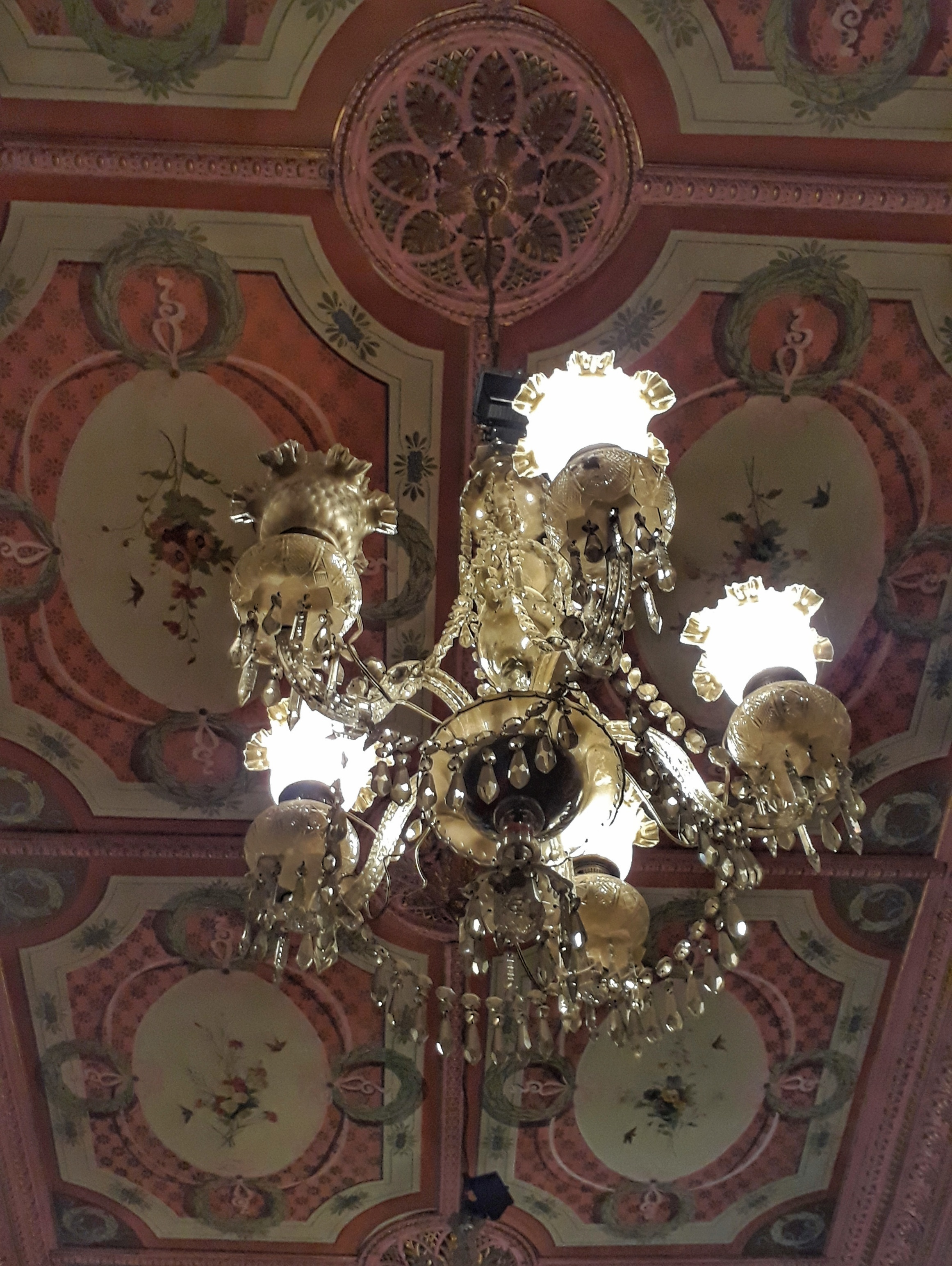
Candelabro del Salón Dorado